# ジョージ・ダニエルズ

同軸脱進機

ジョージ・ダニエルズ（George Daniels 、1926年8月19日-2011年10月21日）は独立時計師アカデミーに所属していたイギリスの時計師、時計修復師、時計研究家である。マン島ラムゼーで隠遁生活をしていた。
時計修復師の仕事をしながらアブラアム＝ルイ・ブレゲの製作した時計を研究した。著書として『ジ・アート・オブ・ブレゲ』（The Art Of Breguet 、1975年）、時計の製作法を解説した『ウォッチメイキング』（Watchmaking ）等がある。
1999年時点でベントレー6台、ロールス・ロイス1台、ダイムラー1台をレストアしていた等クラシックカーのコレクターとしても知られていた。
死後、彼の工房は弟子のロジャー・W・スミスが引き継ぎ、脱進機を改良して、手工業による腕時計の製造を続けている。

## 略歴
- 1926年 - イギリス[4]のロンドンで誕生。5歳の時に時計を初めて見て天啓を受け、10歳でトーマス・アーンショウ、トーマス・マッジ、ジョン・ハリソンらの伝記や時計製造史に関する書物を読破していた。時計に関して正規の教育は受けておらず全くの独学である[2]。
- 1944年 - イギリス陸軍に入隊。この時すでに時計に興味を示しており、友人たちの時計の修理を行なっていた。
- 1947年 - 除隊、時計修復師として活動を始めた[4]。趣味でクラシックカーの修復も行なっており、そのオーナー仲間が収集していた貴重な古い時計を手がけることができた。
- 1968年 - ブレゲと協力して1787年に数個のみ製作されたスリーホイール・クロックのレプリカを2個製作した[2]。
- 1969年 - トゥールビヨンになっているデテント式マリンクロノメーター脱進機を備えた自作の懐中時計を製作し発表し[1][2]、その後も約2年に1モデルと寡作ながら数多くの傑作を世に送り出した[4]。
- 1974年 - 同軸脱進機を発明した。
- 1975年 - 同軸脱進機を装備するトゥールビヨンの試作品を製作した。この時計はハーストモンソー王立天文台や、パテック・フィリップに持ち込まれて解析を受けた[5]。
- 1980年 - 同軸脱進機の特許を取得した[4]。
- 1982年 - マン島に移住した[6]。
- 1994年 - ロンドン市立大学の名誉科学博士号を取得した[4]。
- 2011年 - マン島で死去[7]。

## 同軸脱進機
コーアクシャル・エスケープメント、コーアクシャル脱進機とも。2枚のガンギ車を同軸上に配置することでガンギ車歯先にかかる摩擦を最小限に抑える設計で、1974年に発明された。このことにより潤滑油補給の必要がなくオーバーホールの間隔が長くなった。この功績によりロンドン市立大学名誉工学博士号を授与されている。
量産が難しくまたコストが高くなるため当初は自作の時計にしか採用されなかった。ダニエルズは同軸脱進機を組み込んだ懐中時計をパテック・フィリップに持ち込んだが、「これはすごい機構だ。でも腕時計に転用することはあなたでも無理でしょう」と言われた。ダニエルズはオメガのCal.1045に同軸脱進機を組み込んで再びパテック・フィリップを訪ねたが「確かに驚異的です。しかしこれをわが社のフラットタイプのモデルに転用することはできないでしょうね」と言われた。ダニエルズはガンギ車の歯を12枚から8枚に減らす等抜本的に設計変更し、約6週間でケース厚2mmのフラットモデルに組み込むことに成功、1982年からほぼ毎日着用することで耐久試験を行なった結果1994年に自動巻の巻上げ機構が故障するまでの12年間分解掃除なしで正常に動作した。パテック・フィリップは実用性に興味を示したが、時期尚早ということで流れてしまった。ロレックスにも見せたが全く理解されなかったという。しかし1990年代半ばにオメガが量産化を企図し、1999年に『デ・ビル・コーアクシャル』（De Ville Co-Axial ）のCal.2500に採用された。
オメガによる商業化後、弟子のスミスはダニエルズと共に同軸脱進機の改良に取り組んだ。従来はガンギ車と歯車の二重構造だったのに対し、改良型ではガンギ車の上に「歯」自体をセットしてシングル化し、小型化と共に摩擦の一層の軽減に成功した。